# 横浜湘南道路
横浜湘南道路（よこはましょうなんどうろ）は、神奈川県横浜市栄区から神奈川県藤沢市を結ぶ国道468号（首都圏中央連絡自動車道、略称：圏央道）の一部の自動車専用道路（高規格幹線道路）である。神奈川県内の圏央道を構成する高速横浜環状南線・さがみ縦貫道路・新湘南バイパスと一体となって整備される道路で、全線開通に向けて整備事業中である。高速道路ナンバリングによる路線番号は圏央道である「C4」が割り振られている。
新湘南バイパスと横浜環状南線を結び、国道1号など主要道路の両市内における慢性的な交通渋滞を解消する為に計画された。事業主体は、国土交通省と東日本高速道路株式会社である。
起点の栄IC/JCT、終点の藤沢IC付近を除き地下構造となっており、藤沢バイパス直下に建設されている。

## 概要
- 起点 : 神奈川県横浜市栄区田谷町
- 終点 : 神奈川県藤沢市城南一丁目
- 全長 : 7.5 km
  - 藤沢IC改良部分の距離も含まれる。
- 規格 : 第1種第3級
- 設計速度 : 80 km/h
- 車線数 : 4車線
- 計画交通量 : 54,100台/日
- 全体事業費 ： 約5,700億円
- 都市計画道路名：横浜国際港都建設計画道路1・4・7号横浜湘南道路/鎌倉都市計画道路1・4・7号横浜湘南道路/藤沢都市計画道路1・4・1号横浜湘南道路

## 歴史
- 2000年（平成12年）7月 : 都市計画決定。
- 2001年（平成13年） : 事業化。
- 2002年（平成14年） : 用地買収着手。
- 2005年（平成17年）6月 : 工事着工。
- 2007年（平成19年）4月 : 開通目標2015年度[3]。
- 2014年（平成26年）3月 : 土地収用法に基づく手続きに着手。
- 2015年（平成27年）10月 : ：土地収用法に基づく事業認定告示
- 2016年（平成28年）3月 : 用地取得率は約95％[4]。
- 2019年（令和元年）7月 : 用地取得率は約99％[5]。
- 2019年（令和元年）8月 : 2020年度の開通予定であったが、開通時期を見通すことが困難であると発表される[6]。
- 2019年（令和元年）11月 : シールドマシン1号機が地中の支障物に接触し掘進停止[7]。
- 2021年（令和3年）6月 : シールドマシン1号機が掘進を再開。
- 2022年（令和4年）8月 : 2024年度の開通をめざしていたが、開通見込みを見直すことを発表[8]。
- 2022年（令和4年）12月 : シールドマシン1号機が藤沢回転⽴坑に到達（2024年6月現在も同地点で点検中）。
- 2023年（令和5年）6月 : シールドマシン2号機が本掘進を開始。
- 2024年（令和6年）9月 : シールドマシン2号機の切削セグメントが完了し、上り線（横浜方面）のトンネルが貫通を迎えたことを発表[9][10]

### 開通予定年度
- 未定 : 栄IC/JCT - 藤沢IC[11]

## インターチェンジなど
- 名称は仮称である。
- 全線神奈川県内に所在。

| IC 番号 | 施設名   | 接続路線名                                  | 備考   | 所在地      |
| ------- | -------- | ------------------------------------------- | ------ | ----------- |
| -       | 栄IC/JCT | C4/E66 横浜環状南線・都市計画道路横浜藤沢線 | 事業中 | 横浜市 栄区 |
| -       | 藤沢IC   | C4 新湘南バイパス 国道1号                   | 事業中 | 藤沢市      |

## 主なトンネルや橋
- 横浜湘南道路トンネル（仮称）（5,600 m）